# 孤独な嘘
『孤独な嘘』（こどくなうそ、Separate Lies）は2005年のイギリスのドラマ映画。監督・脚本はジュリアン・フェロウズ、出演はトム・ウィルキンソン、エミリー・ワトソン、ルパート・エヴェレットなど。一見何不自由ない優雅な生活を送るイギリスの上流階級の夫婦の関係が、あるひき逃げ事件を契機に亀裂が生じていく様子を、風刺と皮肉をこめて描いている。原作はナイジェル・バルチンの1951年の小説『A Way Through the Wood』。
日本では劇場未公開だが、2008年3月7日にDVDが発売された。
本作が初監督作品となるジュリアン・フェロウズが2005年のナショナル・ボード・オブ・レビュー賞で新人監督賞を受賞。

## ストーリー
冒頭で主人公が「完璧に見えても完璧な人生などない。平穏な暮らしの裏には秘密や不満が隠されているものだ。その意味では私の人生も例外ではなかった」と述懐する。
裕福な会社役員で弁護士のジェームズは、都会の喧噪を離れ、妻アンと郊外の家で暮らしている。そんなある日、家政婦の夫がひき逃げ事故に遭って亡くなる。車の引っかき傷から轢いた犯人が近所の名家の息子ビルであると気付いたジェームズは、真実を警察に告げようとするが、アンはビルの車を運転して事故を起こしたのが自分であること、そしてビルと不倫関係にあることを告白する。それを聞いたジェームズは自分の社会的地位を守るため、真実を隠すことにする。一方、罪悪感に苛まれたアンは事故の真相を家政婦に告白するが、家政婦は恩のあるアンをかばって嘘の証言をする。これにより事件は曖昧なまま収束し、アンはジェームズのもとに戻る。
月日が経ち、アンと以前と変わらぬ生活を送っていたジェームズは、ある日、ビルが病魔に冒され、余命わずかであることを知る。ビルに会ったジェームズは、アンに言わないように頼まれるが、ビルの深刻な状況に隠すことができず、アンに話してしまう。そしてビルの世話をするために家を出て行くアンをジェームズは見送る。そんなアンを深く愛していることにジェームズは改めて気付く。
アンの献身的な世話も空しくビルが亡くなる。ビルの葬儀の場でアンと再会したジェームズは彼女を近くの駅まで送る。

## キャスト
※括弧内は日本語吹替
- ジェームズ・マニング: トム・ウィルキンソン（稲垣隆史）
- アン・マニング: エミリー・ワトソン（大西多摩恵）
- ビル・ビュール: ルパート・エヴェレット（山野井仁）

## 作品の評価
Rotten Tomatoesによれば、87件の評論のうち高評価は71%にあたる62件で、平均点は10点満点中6.8点、批評家の一致した見解は「この味わい深い大人のドラマの登場人物たちは唇を引き締めてくじけずにいるが、道徳的なジレンマはニュアンス豊かで、心の痛みはリアルに感じられる。」となっている。
Metacriticによれば、30件の評論のうち、高評価は22件、賛否混在は8件、低評価はなく、平均点は100点満点中71点となっている。